# Lijst van burgemeesters van Heteren
Dit is een lijst van burgemeesters van de voormalige Nederlandse gemeente Heteren.
| Ambtsperiode          | Naam burgemeester                          | Partij of stroming | Bijzonderheden            |
| --------------------- | ------------------------------------------ | ------------------ | ------------------------- |
| 1813 - 1818           | Johannes Glover                            |                    | maire, eind 1813 schout   |
| 1818 - 1862           | S. (Steven) Roes (ca.1789-1864)            |                    | schout, 1825 burgemeester |
| 1863 - 1892           | G.M. Ramondt                               |                    |                           |
| 1892 - 1898           | P.J. (Pieter Jozinus) Küller (1861-1898)   |                    |                           |
| 1898 - 1931           | J.C. van Eck                               |                    |                           |
| 1931 - 1963           | H.J. Knoppers                              |                    |                           |
| 1963 - 1981           | J.A. Bolt                                  |                    |                           |
| 1981 - 1986           | Gerard (G.R.) Bierman                      | VVD                | waarnemend                |
| 1986 - 1988           | Steven (S.) Buddingh'                      | CDA                | waarnemend                |
| 1988 - 1994 1994-1995 | Annelies (A.E.) Verstand Klaas (KC) Tammes | D66                |                           |
| 1995 - 1998           | Arno (A.) Frankfort                        | VVD                |                           |
| 1998 - 2001           | Henk (H.J.) Palm                           | PvdA               | waarnemend                |